# Diospyros lenticellata
Diospyros lenticellata là một loài thực vật có hoa trong họ Thị. Loài này được Baker mô tả khoa học đầu tiên năm 1890.